# Amylocorticiales
Amylocorticiales é uma ordem de fungos da classe Agaricomycetes. Esta ordem foi circunscrita em 2010 para conter sobretudo formas ressupinadas dos géneros Anomoporia, Amyloathelia, Amylocorticiellum, Amylocorticium, Amyloxenasma, Anomoloma, Athelia, Athelopsis, Ceraceomyces, Hypochniciellum, Leptosporomyces e Serpulomyces, e a espécie anômala, Athelia rolfsii, agora classificada em seu próprio gênero, Agroathelia.

## Filogenética
Esta ordem contém um dos três grupos de linhagens basais de Agaricomycetidae que contêm fungos corticioides; os outros dois grupos são Jaapiales e Atheliales. Embora vários estudos moleculares confirmam a colocação de Amylocorticiales em Agaricomycetidae, a sua relação com outros taxones de nível alto não é conhecida com exactidão. Dependendo dos loci usados para fazer a análise, a ordem é suportada como clado irmão de Agaricales, ou como irmão de um clado que contém Boletales e Atheliales.

## Descrição
As espécies de Amylocorticiales formam corpos frutíferos efusos (estirados formando um crescimento similar a uma película), efuso-reflexos (estirados mas com orlas enroladas) a quase pileados (com chapéu), ou estipitados (com um estipe). Possuem himenóforos lisos que podem ser merulioides (enrugados com cristas baixas e desiguais), irpicoides (com "dentes") ou poroides (com poros). O sistema hifal é monomítico (contendo apenas hifas geradoras) e todas as hifas são nodosseptadas (com nós e septos). Os cistídios são raros e quando presentes, são tubulares e frequentemente nodosseptados. Os basídios (células portadoras de esporos), são geralmente terminais, mas num género são laterais em hifas horizontais (pleurobasídios), produzindo invariavelmente quatro esporos. Os basidiósporos são lisos, de parede fina ou grossa, com forma elipsoidal, cilíndrica ou alantoide (em forma de salsicha), na maioria das espécies amiloides. Entre os taxones que não apresentam reacções amiloides incluem-se Ceraceomyces, Podoserpula, Serpulomyces e Leptosporomyces septentrionalis. As espécies são saprófitas de madeira em decomposição ou parasitas de plantas. Amylocorticiales tipicamente causam podridão castanha ou podridão branca.

## Géneros

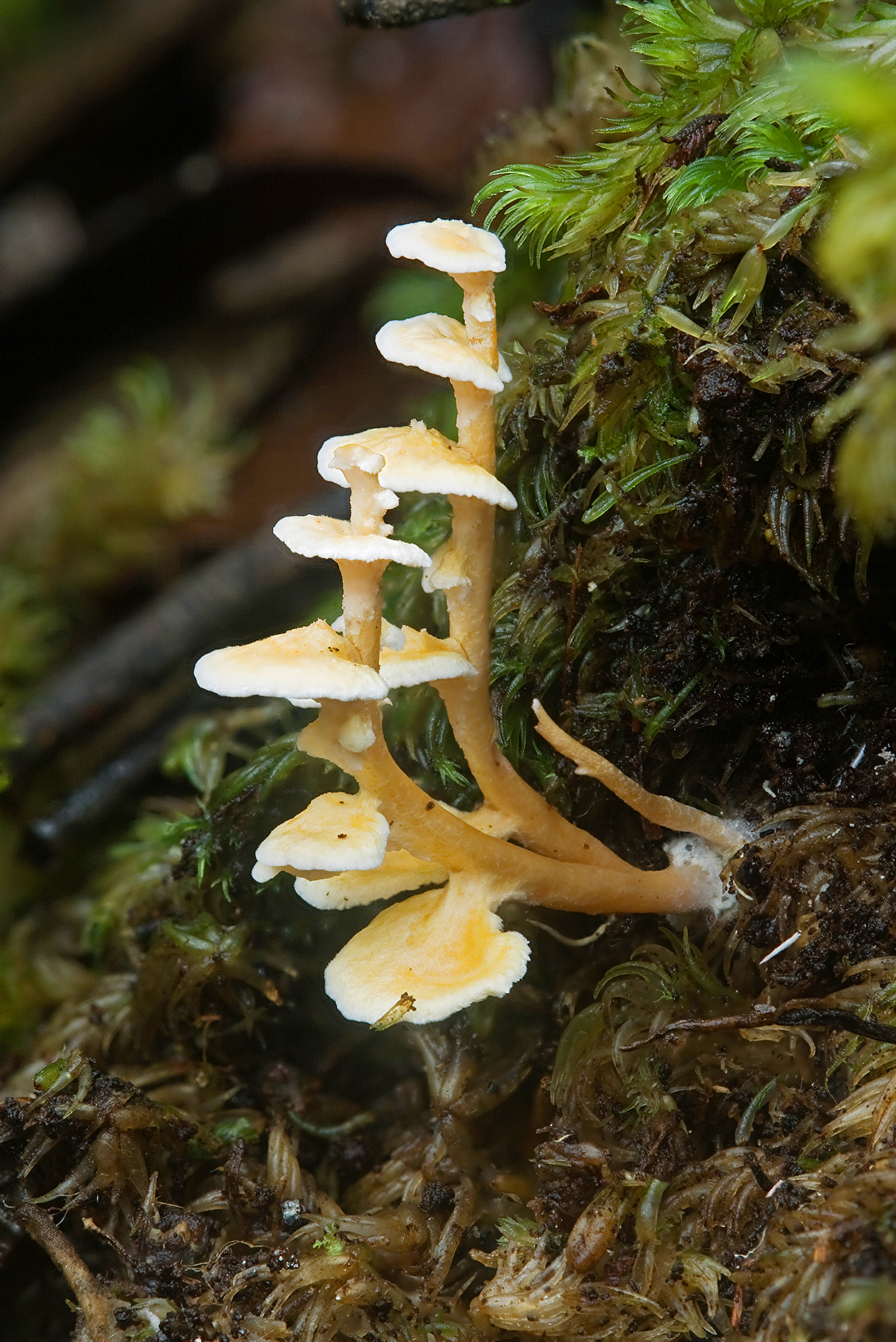
Podoserpula pusio é uma excepção à forma do corpo frutífero tipicamente ressupinada característica de Amylocorticiales.

- Anomoporia
- Amyloathelia
- Amylocorticiellum
- Amylocorticium
- Amyloxenasma
- Anomoloma
- Athelopsis
- Ceraceomyces
- Hypochniciellum
- Irpicodon
- Leptosporomyces
- Plicaturopsis
- Podoserpula
- Serpulomyces